# Webberville village. Utah
Webberville village je [[{{{tip}}}]] u američkoj saveznoj državi Teksas. Prema popisu stanovništva iz 2010. u njemu je živjelo 392 stanovnika.